# 蜜柑草
蜜柑草（学名：Phyllanthus ussuriensis），为大戟科叶下珠属下的一个植物种。其种加词“ussuriensis”意为“乌苏里的”。